# Feláh

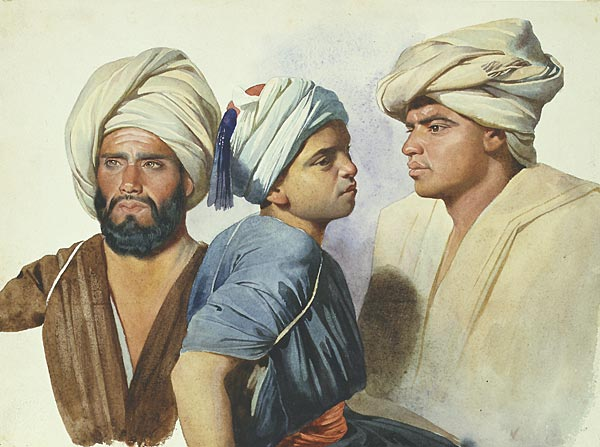
Charles Gleyre: Tři feláhové (1835)

Feláh též fellah (arabsky فَلَّاح‎, fallāḥ; v ženském rodu arabsky فلاحين‎, fallāḥa; v množném čísle arabsky فَلَّاحَة‎, fallāḥīn) je označení pro příslušníka usedlého zemědělského obyvatelstva na Blízkém východě a v severní Africe.
Kvůli zachování tradičního způsobu života od dob starověkých Egypťanů jsou egyptští feláhové označováni za „pravé Egypťany“.
Feláhové byli v islámské éře dějin Blízkého východu označením pro vesničany a farmáře. Pojem se překládá také coby „poddaní“ a „venkované“. Byli tak odlišeni od efendi, což je označení pro vlastníky půdy. Feláhové na Blízkém východě mohli po staletí žít a pracovat na půdě, kterou vlastnil v rámci systému lén někdo jiný, případně mohli sami být v některých případech drobnými vlastníky půdy.

## Historie

### V Egyptě

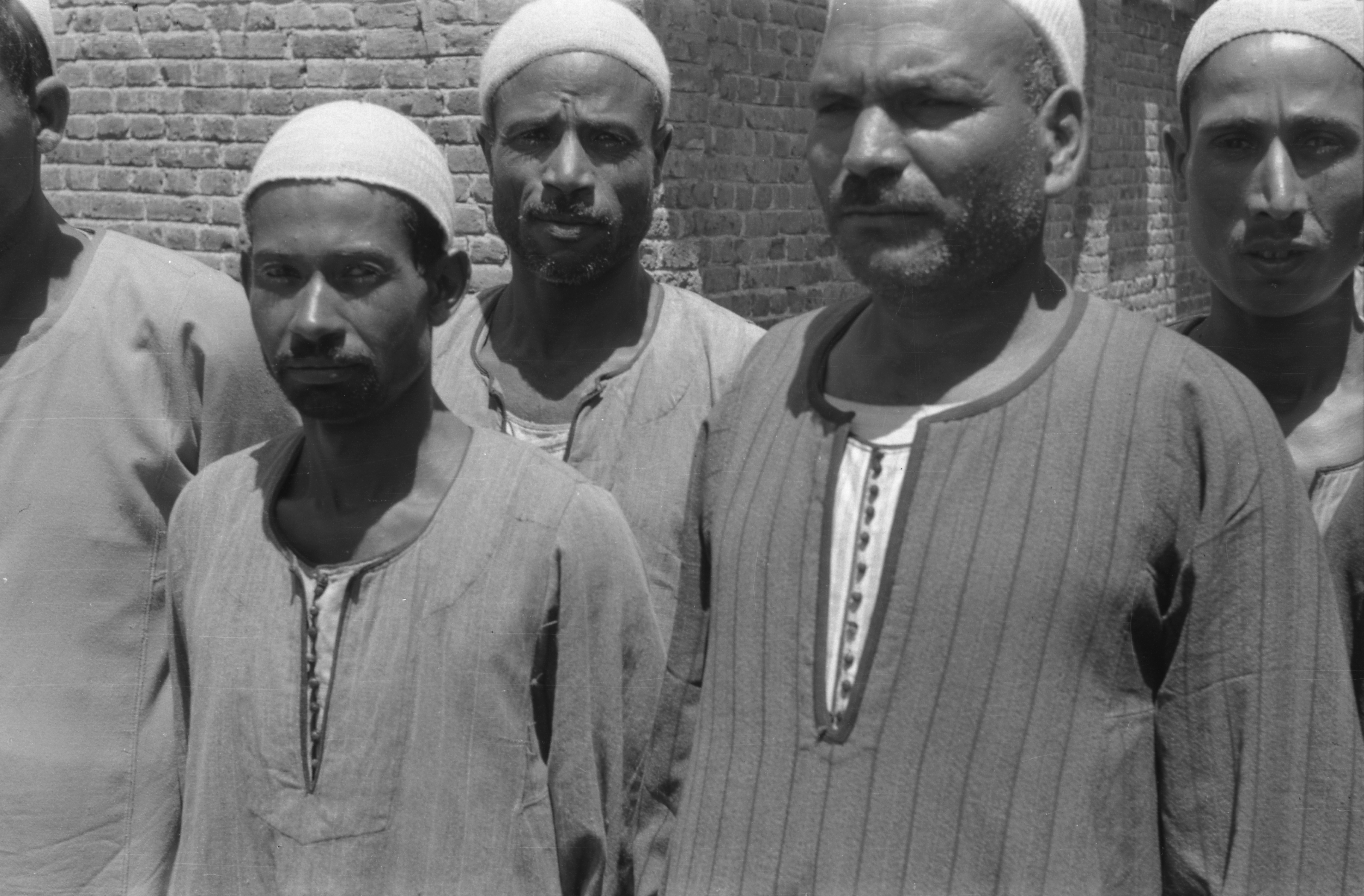
Egyptští feláhové (1955)

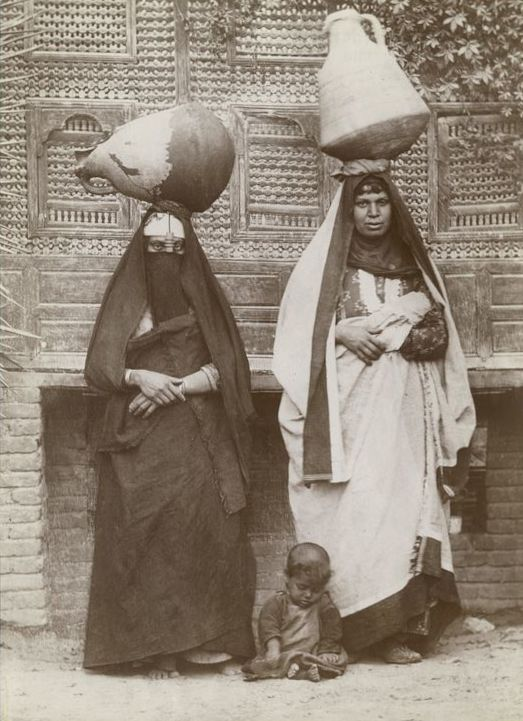
Egyptské ženy (cca 2. pol. 19. stol.)

Feláhové jsou původní obyvatelé starověkého Egypta, kteří dosud žijí rurálním venkovským způsobem života. Dnes jsou většinově muslimové a žijí hlavně v údolí Nilu.
Poté, co byl Egypt v rámci byzantsko-arabských válek dobyt Araby, noví vládci označili místní poddané za feláhy. Postupem doby se pojem mezi arabskými vládci Egypta vžil coby etnické označení původních obyvatel Egypta.
Feláhů v Egyptě ubývá, jelikož s postupem urbanizace se část přestěhovala do měst a splynula s tamním obyvatelstvem. K roku 2003 někteří stále žili prostým životem v hliněných domcích. V roce 2005 tvořili asi 60 % celkové egyptské populace.

### V Levantě
V Levantě, zejména v Palestině a Jordánsku, termín feláh bylo označení pro většinu původních obyvatel venkova. Feláhové zde po staletí žili a pracovali na půdě, kterou vlastnil osmanský sultán a skrze léna je zapůjčoval místním správcům a vládcům. V polovině 19. století provedla Osmanská říše pozemkovou reformu, kdy umožnili registrovat drobné vlastníky půdy, nicméně registraci ovládly významné rody zejména z Damašku a Bejrútu a tím znemožnily většině venkovské populace se k vlastnictví půdy přihlásit.